# BE Junior Circuit 2019
Der BE Junior Circuit 2019 (Abkürzung für Badminton Europe Junior Circuit 2019) war die 19. Auflage des BE Junior Circuits im Badminton.

## Turniere
| Turnier                       | Datum .                         |
| ----------------------------- | ------------------------------- |
| Polish Juniors                | 17.–20. Januar 2019             |
| Swedish Juniors               | 25.–27. Januar 2019             |
| Hungarian Juniors             | 7.–10. Februar 2019             |
| Spanish Juniors               | 15.–17. Februar 2019            |
| Italian Juniors               | 22.–24. Februar 2019            |
| Dutch Juniors                 | 27. Februar – 3. März 2019      |
| German Juniors                | 7.–10. März 2019                |
| Israel Juniors                | 14.–16. März 2019               |
| Valamar Juniors               | 5.–7. April 2019                |
| Cyprus Juniors                | 19.–21. April 2019              |
| Hellas Juniors                | 10.–12. Mai 2019                |
| Alpes International U19       | 17.–19. Mai 2019                |
| Russian Juniors               | 4.–7. Juli 2019                 |
| Ukraine Juniors               | 31. Juli – 3. August 2019       |
| Bulgarian Juniors             | 8.–11. August 2019              |
| Lithuanian Juniors            | 16.–18. August 2019             |
| Danish Junior Cup             | 23.–25. August 2019             |
| Irish Juniors                 | 30. August – 1. September 2019  |
| Slovenian Juniors             | 13.–15. September 2019          |
| Belgian Juniors               | 20.–22. September 2019          |
| German Ruhr U19 International | 10.–13. Oktober 2019            |
| Finnish Juniors               | 25.–27. Oktober 2019            |
| Slovak Juniors                | 8.–10. November 2019            |
| Czech Juniors                 | 15.–17. November 2019           |
| Portuguese Juniors            | 29. November – 1. Dezember 2019 |
| Turkey Juniors                | 16.–18. Dezember 2019           |